# Verseilles-le-Bas
Verseilles-le-Bas è un comune francese di 107 abitanti situato nel dipartimento dell'Alta Marna nella regione del Grand Est.

## Società

### Evoluzione demografica
Abitanti censiti